# Miss Mundo 2010
A 60.ª edição do concurso Miss Mundo aconteceu no dia 30 de outubro em Sanya, na República Popular da China. Ao todo 115 representantes de vários países e territórios competiram pelo título. Na noite final, a Miss Mundo 2009, Kaiane Aldorino, de Gibraltar, coroou como sua sucessora Alexandria Mills, dos Estados Unidos.

## Resultados

### Colocações
| Colocação               | País e Candidata |
| Vencedora               | - Estados Unidos - Alexandria Mills |
| 2º. Lugar               | - Botswana - Emma Wareus |
| 3º. Lugar               | - Venezuela - Adriana Vasini |
| Finalistas (Top 7)      | - China - Xiao Tang - Irlanda - Emma Britt Waldron - Itália - Giada Pezzaioli - Noruega - Mariann Birkedal |
| Semifinalistas (Top 25) | - Alemanha - Susanna Kobylinski - África do Sul - Nicole Flint - Bahamas - Braneka Bassett - Canadá - Denise Garrido - Colômbia - Laura Palacio - Escócia - Nicola Mimnagh - França - Virginie Dechenaud - Irlanda do Norte - Lori Moore - Mongólia - Sarnai Amar - Namíbia - Odile Gertze - Países Baixos - Desirée van den Berg - Paraguai - Egni Eckert - Polinésia Francesa - Mihilani Teixeira - Porto Rico - Yara Lasanta - Quênia - Natasha Metto - Rússia - Irina Sharipova - Santa Lúcia - Aiasha Gustave - Tailândia - Sirirat Rueangsri |

## Quadro de Prêmios

### Prêmios Especiais
Diferentemente das etapas classificatórias, estes não contam pontos:

#### Rainhas Continentais da Beleza
| Prêmio         | País e Candidata                    |
| África         | - Botswana - Emma Wareus            |
| Américas       | - Estados Unidos - Alexandria Mills |
| Ásia e Oceania | - China PR - Xiao Tang              |
| Caribe         | - Santa Lúcia - Aiasha Gustave      |
| Europa         | - Irlanda - Emma Britt Waldron      |

#### Melhor Vestido
| Prêmio | País e Candidata                         |
| 1      | - Polinésia Francesa - Mihilani Teixeira |

## Etapas Preliminares
Atividades que contam pontos às candidatas. 
| Prêmio | País e Candidata             |
| 1      | - Noruega - Mariann Birkedal |

| Prêmio | País e Candidata               |
| 1      | - Irlanda - Emma Britt Waldron |

| Prêmio | País e Candidata                |
| 1      | - Irlanda do Norte - Lori Moore |

| Prêmio | País e Candidata         |
| 1      | - Quênia - Natasha Metto |

| Prêmio | País e Candidata            |
| 1      | - Porto Rico - Yara Lasanta |

## Candidatas
| Country/Territory        | Contestant                | Age | Height              | Hometown          |
| ------------------------ | ------------------------- | --- | ------------------- | ----------------- |
| Albânia                  | Arnita Beqiraj            | 18  | 1,78 m (10,1 in)    | Vlorë             |
| Angola                   | Ivanita Jones             | 23  | 1,76 m (5 ft 9 in)  | Zaire             |
| Argentina                | Mariana Arambarry         | 22  | 1,77 m (5 ft 10 in) | Ingeniero Luiggi  |
| Aruba                    | Kimberly Kuiperi          | 21  | 1,70 m (5 ft 7 in)  | Tanki Leendert    |
| Austrália                | Ashleigh Francis          | 23  | 1,69 m (5 ft 7 in)  | Sydney            |
| Bahamas                  | Braneka Bassett           | 20  | 1,75 m (8,9 in)     | Freeport          |
| Barbados                 | Danielle Bishop           | 21  | 1,75 m (8,9 in)     | Bridgetown        |
| Bielorrússia             | Lyudmila Yakimovich       | 22  | 1,72 m (5 ft 8 in)  | Hrodna            |
| Bélgica                  | Cilou Annys               | 19  | 1,78 m (10,1 in)    | Bruges            |
| Belize                   | Jessel Lauriano           | 22  | 1,70 m (6,9 in)     | Belize City       |
| Bolívia                  | María Teresa Roca         | 24  | 1,78 m (10,1 in)    | Trinidad          |
| Bósnia e Herzegovina     | Snežana Prorok            | 16  | 1,74 m (5 ft 9 in)  | Istočna Ilidža    |
| Botswana                 | Emma Wareus               | 19  | 1,72 m (5 ft 8 in)  | Gaborone          |
| Brasil                   | Kamilla Salgado           | 23  | 1,72 m (5 ft 8 in)  | Belém             |
| Bulgária                 | Romina Andonova           | 21  | 1,76 m (5 ft 9 in)  | Sófia             |
| Canadá                   | Denise Garrido            | 23  | 1,74 m (5 ft 9 in)  | Bradford          |
| Cabo Verde               | Joceline Fortes           | 22  | 1,74 m (5 ft 9 in)  | São Vicente       |
| Ilhas Caimã              | Cristin Alexander         | 23  | 1,82 m (6 ft 0 in)  | George Town       |
| China                    | Xiao Tang                 | 23  | 1,76 m (5 ft 9 in)  | Dalian            |
| Colômbia                 | Laura Palacio             | 23  | 1,74 m (5 ft 9 in)  | Medellin          |
| Costa Rica               | Dayana Aguilera           | 19  | 1,74 m (5 ft 9 in)  | Palmares          |
| Costa do Marfim          | Inès Da Silva             | 21  | 1,80 m (10,9 in)    | N'zi-Comoé        |
| Croácia                  | Katarina Banić            | 20  | 1,81 m (5 ft 11 in) | Trilj             |
| Curaçau                  | Angenie Simon             | 24  | 1,73 m (8,1 in)     | Willemstad        |
| Chipre                   | Andrea Kkolou             | 19  | 1,69 m (5 ft 7 in)  | Nicósia           |
| Chéquia                  | Veronika Machová          | 20  | 1,78 m (10,1 in)    | Rokycany          |
| Dinamarca                | Nataliya Averina          | 20  | 1,78 m (10,1 in)    | Roskilde          |
| Equador                  | Ana Galarza               | 21  | 1,73 m (8,1 in)     | Ambato            |
| Egito                    | Sarah Khouly              | 21  | 1,73 m (8,1 in)     | Cairo             |
| El Salvador              | Gabriela Molina           | 22  | 1,70 m (6,9 in)     | San Salvador      |
| Inglaterra               | Jessica Linley            | 21  | 1,80 m (10,9 in)    | Nottingham        |
| Etiópia                  | Hiwot Assefa Tesfaye      | 20  | 1,77 m (5 ft 10 in) | Addis Ababa       |
| Finlândia                | Anne-Marie Nurminen       | 22  | 1,70 m (6,9 in)     | Helsinki          |
| França                   | Virginie Dechenaud        | 24  | 1,74 m (5 ft 9 in)  | La Frette         |
| Polinésia Francesa       | Mihilani Teixeira         | 20  | 1,75 m (8,9 in)     | Papeete           |
| Geórgia                  | Dea Arakishvili           | 20  | 1,80 m (10,9 in)    | Tbilisi           |
| Alemanha                 | Susanna Kobylinski        | 22  | 1,77 m (5 ft 10 in) | Bremen            |
| Gana                     | Mimi Areme                | 21  | 1,72 m (5 ft 8 in)  | Volta Region      |
| Gibraltar                | Larissa Dalli             | 23  | 1,70 m (6,9 in)     | Gibraltar         |
| Grécia                   | Diamanto Gasteratou       | 22  | 1,76 m (5 ft 9 in)  | Atenas            |
| Guadalupe                | Ericka Aly                | 20  | 1,76 m (5 ft 9 in)  | Petit-Bourg       |
| Guatemala                | Lucía Mazariegos          | 19  | 1,77 m (5 ft 10 in) | Antigua Guatemala |
| Guiana                   | Aletha Shepherd           | 22  | 1,72 m (5 ft 8 in)  | London            |
| Honduras                 | Marilyn Medina            | 18  | 1,70 m (6,9 in)     | Los Angeles       |
| Hong Kong                | Sau Man Cheung            | 23  | 1,66 m (5 ft 5 in)  | Hong Kong         |
| Hungria                  | Jennifer Kalo             | 22  | 1,71 m (5 ft 7 in)  | Budapest          |
| Islândia                 | Fanney Ingvarsdóttir      | 19  | 1,75 m (8,9 in)     | Garðabær          |
| Índia                    | Manasvi Mamgai            | 22  | 1,73 m (8,1 in)     | New Delhi         |
| Indonésia                | Asyifa Latief             | 21  | 1,72 m (5 ft 8 in)  | Bandung           |
| Irlanda                  | Emma Britt Waldron        | 21  | 1,80 m (10,9 in)    | Waterford         |
| Israel                   | Shavit Vizel              | 20  | 1,80 m (10,9 in)    | Be'eri            |
| Itália                   | Giada Pezzaioli           | 17  | 1,80 m (10,9 in)    | Montichiari       |
| Jamaica                  | Chantal Alicia Raymond    | 24  | 1,75 m (8,9 in)     | Kingston          |
| Japão                    | Hiroko Matsunaga          | 18  | 1,72 m (5 ft 8 in)  | Fukuoka           |
| Cazaquistão              | Asselina Kuchukova        | 27  | 1,73 m (8,1 in)     | Almaty            |
| Quênia                   | Natasha Metto             | 20  | 1,82 m (6 ft 0 in)  | Nairobi           |
| Coreia do Sul            | Kim Hye-young             | 20  | 1,74 m (5 ft 9 in)  | Gyeongsangbuk-do  |
| Letônia                  | Ludmila Voroncova         | 19  | 1,75 m (8,9 in)     | Riga              |
| Líbano                   | Rahaf Abdallah            | 22  | 1,74 m (5 ft 9 in)  | Khiam             |
| Lesoto                   | Karabelo Mokoallo         | 23  | 1,75 m (8,9 in)     | Maseru            |
| Lituânia                 | Gritė Maruškevičiūtė      | 21  | 1,76 m (5 ft 9 in)  | Vilnius           |
| Luxemburgo               | Shari Thuyns              | 19  | 1,70 m (6,9 in)     | Mamer             |
| Macau                    | Cherry Ka I Ng            | 23  | 1,65 m (5,0 in)     | Macau             |
| Macedônia do Norte       | Stefani Borsova           | 20  | 1,78 m (10,1 in)    | Skopje            |
| Malawi                   | Ella Kabambe              | 24  | 1,71 m (5 ft 7 in)  | Blantyre          |
| Malásia                  | Nadia Min Dern Heng       | 25  | 1,65 m (5,0 in)     | Kuala Lumpur      |
| Malta                    | Francesca Gaspar          | 24  | 1,80 m (10,9 in)    | Iklin             |
| Martinica                | Tully Fremcourt           | 20  | 1,73 m (8,1 in)     | La Trinité        |
| Ilhas Maurícias          | Dalysha Doorga            | 23  | 1,70 m (6,9 in)     | Goodlands         |
| México                   | Anabel Solis              | 23  | 1,80 m (10,9 in)    | Mérida            |
| Moldávia                 | Daria Zaiteva             | 20  | 1,76 m (5 ft 9 in)  | Chisinau          |
| Mongólia                 | Sarnai Amar               | 23  | 1,78 m (10,1 in)    | Ulaanbaatar       |
| Montenegro               | Milica Milatović          | 17  | 1,75 m (8,9 in)     | Podgorica         |
| Namíbia                  | Odile Gertze              | 22  | 1,70 m (6,9 in)     | Windhoek          |
| Nepal                    | Sadichha Shrestha         | 19  | 1,65 m (5,0 in)     | Kathmandu         |
| Países Baixos            | Desirée van den Berg      | 23  | 1,76 m (5 ft 9 in)  | Santpoort         |
| Nova Zelândia            | Cody Yerkovich            | 18  | 1,83 m (0,0 in)     | Kaitaia           |
| Nigéria                  | Afoma Amuzie              | 19  | 1,73 m (8,1 in)     | Niger             |
| Irlanda do Norte         | Lori Moore                | 20  | 1,72 m (5 ft 8 in)  | Belfast           |
| Noruega                  | Mariann Birkedal          | 23  | 1,74 m (5 ft 9 in)  | Stavanger         |
| Panamá                   | Paola Vaprio Medaglia     | 24  | 1,75 m (8,9 in)     | Cidade do Panamá  |
| Paraguai                 | Egni Eckert               | 23  | 1,83 m (0,0 in)     | Luque             |
| Peru                     | Alexandra Liao            | 20  | 1,79 m (5 ft 10 in) | Lima              |
| Filipinas                | Czarina Gatbonton         | 19  | 1,70 m (6,9 in)     | Malolos           |
| Polónia                  | Agata Szewioła            | 21  | 1,74 m (5 ft 9 in)  | Żary              |
| Portugal                 | Catarina Aragonez         | 22  | 1,75 m (8,9 in)     | Portalegre        |
| Porto Rico               | Yara Lasanta              | 24  | 1,73 m (8,1 in)     | Barranquitas      |
| Roménia                  | Lavinia Postolache        | 21  | 1,75 m (8,9 in)     | Pitesti           |
| Rússia                   | Irina Sharipova           | 18  | 1,78 m (10,1 in)    | Apastovo          |
| São Cristóvão e Neves    | Fatisha Imo               | 22  | 1,68 m (6,1 in)     | Basseterre        |
| Santa Lúcia              | Aiasha Gustave            | 18  | 1,75 m (8,9 in)     | Gros Islet        |
| Escócia                  | Nicola Mimnagh            | 21  | 1,80 m (10,9 in)    | Kilbarchan        |
| Sérvia                   | Milica Jelić              | 20  | 1,76 m (5 ft 9 in)  | Belgrado          |
| Serra Leoa               | Neyorlyn Willams          | 19  | 1,77 m (5 ft 10 in) | Freetown          |
| Singapura                | Anusha Rajaseharan        | 21  | 1,69 m (5 ft 7 in)  | Singapura         |
| Eslováquia               | Marína Georgievová        | 18  | 1,73 m (8,1 in)     | Banská Bystrica   |
| África do Sul            | Nicole Flint              | 22  | 1,70 m (6,9 in)     | Pretória          |
| Espanha                  | Fátima Jiménez            | 21  | 1,74 m (5 ft 9 in)  | Sevilha           |
| Sri Lanka                | Fallon Ranasinghe         | 22  | 1,74 m (5 ft 9 in)  | Colombo           |
| Suriname                 | Jo-ann Maria Sang         | 19  | 1,72 m (5 ft 8 in)  | Paramaribo        |
| Suécia                   | Dani Karlsson             | 25  | 1,72 m (5 ft 8 in)  | Estocolmo         |
| Tanzânia                 | Genevieve Mpangala        | 20  | 1,90 m (2,8 in)     | Chang'ombe        |
| Tailândia                | Yuwaret Sirirat Rueangsri | 22  | 1,79 m (5 ft 10 in) | Chiang Mai        |
| Trinidad e Tobago        | Davia Chambers            | 18  | 1,75 m (8,9 in)     | Couva             |
| Turquia                  | Gizem Memiç               | 20  | 1,78 m (10,1 in)    | Gaziantep         |
| Uganda                   | Heyzme Nansubuga          | 25  | 1,72 m (5 ft 8 in)  | Jinja             |
| Ucrânia                  | Kateryna Zakharchenko     | 21  | 1,73 m (8,1 in)     | Odessa            |
| Estados Unidos           | Alexandria Mills          | 18  | 1,75 m (8,9 in)     | Louisville        |
| Ilhas Virgens Americanas | Carolyn Carter-Heller     | 20  | 1,72 m (5 ft 8 in)  | Christiansted     |
| Uruguai                  | Eliana Olivera            | 22  | 1,76 m (5 ft 9 in)  | Montevideo        |
| Venezuela                | Adriana Vasini            | 23  | 1,78 m (10,1 in)    | Maracaibo         |
| Vietname                 | Nguyễn Ngọc Kiều Khanh    | 19  | 1,78 m (10,1 in)    | Munique           |
| País de Gales            | Courtenay Hamilton        | 20  | 1,67 m (5 ft 6 in)  | Llantwit Major    |
| Zâmbia                   | Zindaba Hanzala           | 20  | 1,78 m (10,1 in)    | Lusaka            |
| Zimbabwe                 | Samantha Tshuma           | 21  | 1,83 m (0,0 in)     | Bulawayo          |

Competiram no Miss Universo 2010
- África do Sul - Nicole Flint
- Bahamas - Braneka Bassett
- Bélgica - Cilou Annys
- Haiti - Sarodj Bertin
- Ilhas Maurícias - Dalysha Doorga
- Países Baixos - Desirée Van den Berg
- Turquia - Gizem Memiç